# 菲妥妥一家三口自杀事件
菲妥妥一家三口自杀事件是2018年5月31日发生在湖南省蓝山县的一起家庭集体自杀事件。菲妥妥本名邓阳，北京市人，是名护士。在3月份与父母租住在海口市美兰区盛科水城小区。

## 事件经过
2018年5月20日晚微博名为“菲妥妥_穆修修”发博文称因父亲做生意欠下高额高利贷，并且自己牵涉其中，厌倦生活，决定自殺。该消息发出后，受到众多网友关注并转发。当晚其同学报警，美兰警方前方其租住地，其一家三口均在房内，并称系微博被盗。次日8时许，美兰警方再次接到报警，赶往事发地，发现一家三口已昏迷不醒，地上散落药盒和遗书，经抢救后脱离生命危险。
获救后，受到众多网友质疑，并于当月31日在蓝山县的厦蓉高速洪观服务区一车内自杀，车内有遗书、药瓶、注射器、刀片等物品，最终其父与其因服用大量安眠药及注射大剂量胰岛素后割腕，导致药物中毒及失血性休克后死亡，其母手腕受伤。

## 拓展阅读
- 长安剑. . 闽南网. 2018-06-03  [2022-11-18]. （原始内容存档于2022-11-18）.
- 特约评论员 张丰. . 澎湃新闻. 2018-06-08  [2022-11-18]. （原始内容存档于2022-11-18）.
- . 南方周末. 2018-06-14  [2022-11-18]. （原始内容存档于2022-11-18）.

- 孙江; 李婷. . 当代传播. 2018, (5): 5.
- . 情报工程. 2021, 7 (6): 31–44.